# Liste des bourgmestres wallons entre 2007 et 2012
Pour les articles homonymes, voir Liste des bourgmestres wallons.
Ceci est une liste des bourgmestres en Région wallonne, selon le résultat des élections communales de 2006 et reflétant la dernière situation avant les élections de 2012.
| Commune                    | Bourgmestre                                          | Parti (coalition)                               |
| -------------------------- | ---------------------------------------------------- | ----------------------------------------------- |
| Aiseau-Presles             | Marcel Dargent                                       | PS                                              |
| Amay                       | Jean-Michel Javaux                                   | Ecolo (Ecolo-MR)                                |
| Amel                       | Klaus Schumacher                                     | Gemeinde Interessen (GI)                        |
| Andenne                    | Claude Eerdekens                                     | PS                                              |
| Anderlues                  | Philippe Tison                                       | (PS-MR)                                         |
| Anhée                      | Luc Piette                                           | IC                                              |
| Ans                        | Michel Daerden Stéphane Moreau ff.                   | PS (PS-MR)                                      |
| Anthisnes                  | Marc Tarabella Michel Evans ff.                      | PS                                              |
| Antoing                    | Bernard Bauwens                                      | PS                                              |
| Arlon                      | Raymond Biren                                        | cdH (PS-cdH)                                    |
| Assesse                    | Luc Bouveroux                                        | ALN                                             |
| Ath                        | Jean-Pierre Denis                                    | PS                                              |
| Attert                     | Josy Arens                                           | cdH (ENSEMBLE)                                  |
| Aubange                    | Jean-Paul Dondelinger                                | cdH (PS-cdH)                                    |
| Aubel                      | Jean-Claude Meurens                                  | AD                                              |
| Awans                      | André Vrancken                                       | PS (PS/MR/EC/Ecolo)                             |
| Aywaille                   | Philippe Dodrimont                                   | EC-MR                                           |
| Baelen                     | Maurice Fyon                                         | ACBM                                            |
| Bassenge                   | Josly Piette                                         | cdH                                             |
| Bastogne                   | Philippe Collard                                     | MR (MR-AVENIR)                                  |
| Beaumont                   | Charles Dupuis                                       | ICI                                             |
| Beauraing                  | Jean-Claude Maene                                    | LDM (LDM/MR)                                    |
| Beauvechain                | Marc Deconinck                                       | EC                                              |
| Belœil                     | Alain Carion                                         | (MR-cdH)                                        |
| Berloz                     | Michel Jadoul                                        | IC                                              |
| Bernissart                 | Roger Vanderstraeten                                 | PS                                              |
| Bertogne                   | Bernard Moinet                                       | GC                                              |
| Bertrix                    | Olivier Boclinville (†2010)                          | ACTION (ACTION-ETE/MR)                          |
| Beyne-Heusay               | Serge Cappa                                          | PS                                              |
| Bièvre                     | David Clarinval                                      | ESPOIR/EPU                                      |
| Binche                     | Laurent Devin                                        | PS (PS-MR)                                      |
| Blegny                     | Marc Bolland                                         | PS                                              |
| Bouillon                   | Jacques Pierret                                      | ACTION (ACTION/IDEES/UNION)                     |
| Boussu                     | Jean-Claude Debiève                                  | PS                                              |
| Braine-l'Alleud            | Vincent Scourneau                                    | MR (MR/PS/CDH/ECOLO)                            |
| Braine-le-Château          | Gérard Lemaire                                       | Renouveau Brainois                              |
| Braine-le-Comte            | Jean-Jacques Flahaux                                 | MR                                              |
| Braives                    | Pol Guillaume                                        | EC (EC-Ecolo)                                   |
| Brugelette                 | André Desmarlieres                                   | PS (PS-cdH)                                     |
| Brunehaut                  | Pierre Wacquier                                      | PS                                              |
| Bullange                   | Friedhelm Wirtz                                      | I.D.G. (EG/EVG/J2000)                           |
| Burdinne                   | Luc Gustin                                           | MR                                              |
| Burg-Reuland               | Joseph Maraite                                       | cdH (IC)                                        |
| Butgenbach                 | Emil Dannemark                                       | FBL                                             |
| Celles (Hainaut)           | Daniel Lefebvre                                      | CEL DM                                          |
| Cerfontaine                | Christophe Bombled                                   | MR/IC                                           |
| Chapelle-lez-Herlaimont    | Patrick Moriau                                       | PS                                              |
| Charleroi                  | Jean-Jacques Viseur                                  | cdH (cdH-PS)                                    |
| Chastre                    | Claude Jossart                                       | MR (MR/PS/cdH)                                  |
| Châtelet                   | Daniel Vanderlick                                    | PS                                              |
| Chaudfontaine              | Daniel Bacquelaine                                   | MR-IC (MR/IC-PS)                                |
| Chaumont-Gistoux           | Luc Decorte                                          | A.R.C. (ARC-ECOLO)                              |
| Chièvres                   | Michel Miroir                                        | PS (PS-MR)                                      |
| Chimay                     | Denis Danvoye                                        | MCA                                             |
| Chiny                      | Sébastian Pirlot                                     | PS                                              |
| Ciney                      | Guy Milcamps                                         | PBE (PS/CdH/ECOLO)                              |
| Clavier                    | Philippe Dubois                                      | IC (IC-CLA)                                     |
| Colfontaine                | Luciano d'Antonio                                    | PS                                              |
| Comblain-au-Pont           | Daniel Adam                                          | IC (IC-PS)                                      |
| Comines-Warneton           | Gilbert Deleu                                        | ACTION (                                        |
| Courcelles                 | Axel Sœur                                            | PS (PS-MR)                                      |
| Court-Saint-Étienne        | Michaël Goblet d'Alviella                            | MR (MR-cdH)                                     |
| Couvin                     | Raymond Douniaux                                     | (PS-MR-IC)                                      |
| Crisnée                    | Philippe Goffin                                      | MR                                              |
| Dalhem                     | Jean-Claude Dewez                                    | MR (MR-PS)                                      |
| Daverdisse                 | Pol Baijot                                           | IC                                              |
| Dinant                     | Richard Fournaux                                     | LDB (MR)                                        |
| Dison                      | Yvan Ylieff                                          | PS                                              |
| Doische                    | André Dricot                                         | cdH (cdH/MR/PS)                                 |
| Donceel                    | Michel Paulus                                        | IC                                              |
| Dour                       | Carlo Di Antonio                                     | cdH (DR-MR)                                     |
| Durbuy                     | Philippe Bontemps                                    | cdH (cdH-PS)                                    |
| Écaussinnes                | Beatrice Godefroid-Bulteau                           | EC+ (Acé-EC+)                                   |
| Éghezée                    | Dominique Van Roy                                    | Ensemble pour Vous Eghezée (EPV-IC)             |
| Ellezelles                 | Ides Cauchie                                         | cdH (cdH-PS)                                    |
| Enghien                    | Florine Pary-Mille                                   | MR (LB/MR-PS-Ecolo-cdH-IC/GB)                   |
| Engis                      | Serge Manzato                                        | PS                                              |
| Érezée                     | Michel Jacquet                                       | ACTION                                          |
| Erquelinnes                | David Lavaux                                         | IC                                              |
| Esneux                     | Laura Iker                                           | (MR/PS)                                         |
| Estaimpuis                 | Daniel Senesael                                      | PS (LB)                                         |
| Estinnes                   | Étienne Quenon                                       | ECP (cdH/ECP/MR)                                |
| Étalle                     | Guy Charlier                                         | Mayeur                                          |
| Eupen                      | Elmar Keutgen                                        | CSP (CSP/PDB/Vivant)                            |
| Faimes                     | Marie-Alice Corswarem-Vandereyken                    | --                                              |
| Farciennes                 | Hugues Bayet                                         | PS                                              |
| Fauvillers                 | Bernadette Moinet                                    | CONTACT                                         |
| Fernelmont                 | Jean-Claude Nihoul                                   | (LDB/cdH)                                       |
| Ferrières                  | Raymond Maréchal                                     | UGC                                             |
| Fexhe-le-Haut-Clocher      | Henri Christophe                                     | MR (FORCE-NEC)                                  |
| Flémalle                   | Isabelle Simonis                                     | Parti socialiste                                |
| Fléron                     | Linda Musin remplacé par Roger Lespagnard (2010)     | PS (PS-ECOLO), puis IC-ECOLO                    |
| Fleurus                    | Jean-Luc Borremans                                   | PS                                              |
| Flobecq                    | Rudy Demotte Philippe Mettens ff.                    | PS (PS-cdH)                                     |
| Floreffe                   | André Bodson                                         | CLARTE (CLARTE-ECOLO)                           |
| Florennes                  | Stéphane Lasseaux                                    | CONTACT 21 (C21-ECOLO)                          |
| Florenville                | Richard Lambert                                      | cdH (cdH-PS)                                    |
| Fontaine-l'Évêque          | Philippe Seghin                                      | MR (Vous)                                       |
| Fosses-la-Ville            | Benoît Spineux                                       | UD                                              |
| Frameries                  | Didier Donfut Jean-Marc Dupont ff.                   | (PS/MR/cdH)                                     |
| Frasnes-lez-Anvaing        | Jean-Luc Crucke                                      | MR                                              |
| Froidchapelle              | Willy Decuir                                         | EC                                              |
| Gedinne                    | Vincent Massinon                                     | Gedinne2006 (MR)                                |
| Geer                       | Laurence Kinon                                       | IC (MR/cdH/S/F)                                 |
| Gembloux                   | Benoît Dispa                                         | BAILLI (BAILLI-ECOLO)                           |
| Genappe                    | Gerard Couronné                                      | MR/IC                                           |
| Gerpinnes                  | Philippe Busine                                      | cdH (MR-cdH)                                    |
| Gesves                     | José Paulet                                          | Gesves encore mieux (MR/ICG)                    |
| Gouvy                      | André Hubert                                         | OSE (OSE/ROC/UNIONGOUVY)                        |
| Grâce-Hollogne             | Maurice Mottard                                      | PS                                              |
| Grez-Doiceau               | Alain Clabots                                        | EQUIPE (Equipe-Icom-Ecolo)                      |
| Habay                      | Serge Bodeux                                         | IC (IC-Autrement)                               |
| Hamoir                     | Patrick Lecerf                                       | IC                                              |
| Hamois                     | Luc Jadot                                            | (cdH-indép.)                                    |
| Ham-sur-Heure-Nalinnes     | Yves Binon                                           | MR (MR-cdH)                                     |
| Hannut                     | Hervé Jamar                                          | MR (MR-cdH)                                     |
| Hastière                   | Claude Bultot                                        | UNION                                           |
| Havelange                  | Michel Collinge                                      | cdH                                             |
| Hélécine                   | Rudi Cloots                                          | UC                                              |
| Hensies                    | Éric Thiébaut                                        | PS                                              |
| Herbeumont                 | Catherine Mathelin                                   | Union                                           |
| Héron                      | Éric Hautphenne                                      | PS (PS-IC)                                      |
| Herstal                    | Frédéric Daerden                                     | PS                                              |
| Herve                      | Pierre-Yves Jeholet                                  | MR                                              |
| Honnelles                  | Bernard Paget                                        | (PS/HD/MR)                                      |
| Hotton                     | Philippe Courard Françoise Jeanmart ff.              | PS (MAYEUR/MR)                                  |
| Houffalize                 | Gerard Otto                                          | GS                                              |
| Houyet                     | Yvan Petit                                           | IC (IC-T ENS)                                   |
| Huy                        | Micheline Toussaint-Richardeau                       | PS (PS-Ensemble)                                |
| Incourt                    | Léon Walry                                           | LB                                              |
| Ittre                      | Axel François                                        | Ittre+ (IC/PS)                                  |
| Jalhay                     | Claude Grégoire                                      | Ensemble                                        |
| Jemeppe-sur-Sambre         | Joseph Daussogne                                     | PS (PS/IC)                                      |
| Jodoigne                   | Jean-Paul Wahl                                       | MR (UC)                                         |
| Juprelle                   | Christine Servaes                                    | IC                                              |
| Jurbise                    | Jacqueline Galant                                    | LB                                              |
| Kelmis (La Calamine)       | Mathieu Grosch                                       | cdH                                             |
| La Bruyère                 | Robert Cappe                                         | MR (MR/LB2000)                                  |
| La Hulpe                   | Christophe Dister                                    | MR (MR-VALECO)                                  |
| La Louvière                | Jacques Gobert                                       | PS (PS-MR-UDSC)                                 |
| La Roche-en-Ardenne        | Jean-Pierre Dardenne                                 | MR                                              |
| Lasne                      | Brigitte Defalque                                    | MR/IC                                           |
| Le Rœulx                   | Benoît Friart                                        | IC                                              |
| Léglise                    | Sophie Debecker-Jacques                              | cdH                                             |
| Lens                       | Ghislain Moyart                                      | PS                                              |
| Les Bons Villers           | Emmanuel Wart                                        | MR (PS/MR/IC)                                   |
| Lessines                   | Jean-Marie Degauque                                  | PS (PS-Ensemble)                                |
| Leuze-en-Hainaut           | Lucien Rawart                                        | MR (MR-PS)                                      |
| Libin                      | Anne Laffut                                          | Autrement (Autrement-LNL)                       |
| Libramont-Chevigny         | Pierre Arnould                                       | CHEVI                                           |
| Liège                      | Willy Demeyer                                        | PS (PS-cdH)                                     |
| Lierneux                   | Francis Samray                                       | --                                              |
| Limbourg                   | Jean-Marie Reinertz                                  | PS                                              |
| Lincent                    | Olivier Winnen                                       | PS (PS-MR-IC)                                   |
| Lobbes                     | Marcel Basile                                        | cdH (cdH-MR)                                    |
| Lontzen                    | Alfred Lecerf                                        | UNION                                           |
| Malmedy                    | André Denis                                          | EC (FV/EC)                                      |
| Manage                     | Pascal Hoyaux                                        | PS                                              |
| Manhay                     | Robert Wuidar                                        | MR (MR-cdH-PAV)                                 |
| Marche-en-Famenne          | André Bouchat                                        | cdH (cdH-MR)                                    |
| Marchin                    | Eric Lomba                                           | PS                                              |
| Martelange                 | Daniel Waty                                          | UC                                              |
| Meix-devant-Virton         | Pascal François                                      | Maïeur                                          |
| Merbes-le-Château          | Philippe Lejeune                                     | PS (PS-MR)                                      |
| Messancy                   | Roger Kirsch                                         | UC                                              |
| Mettet                     | Eugène Remy                                          | ICAP (ICAP-RC/MR)                               |
| Modave                     | Jules Lambrette                                      | PS                                              |
| Momignies                  | Albert Depret                                        | MR/PS                                           |
| Mons                       | Elio Di Rupo                                         | PS                                              |
| Mont-de-l'Enclus           | Jean-Pierre Bourdeaud'huy                            | MR (PS-MR)                                      |
| Montigny-le-Tilleul        | Véronique Cornet                                     | MR (MR-cdH)                                     |
| Mont-Saint-Guibert         | Paul Jadoul                                          | UC                                              |
| Morlanwelz                 | Jacques Fauconnier                                   | PS                                              |
| Mouscron                   | Alfred Gadenne                                       | cdH (cdH-PS)                                    |
| Musson                     | Michel Yans                                          | PS (PS-cdH)                                     |
| Namur                      | Maxime Prévot                                        | cdH (cdH/ECOLO/MR)                              |
| Nandrin                    | Joseph Nandrin                                       | UPN                                             |
| Nassogne                   | Marcel Sepul                                         | IC (cdH-PS-MR)                                  |
| Neufchâteau                | Yves Evrard                                          | Du9pourvous (AA-ECOLO)                          |
| Neupré                     | Arthur Cortis                                        | PS (PS-cdH/IC)                                  |
| Nivelles                   | Pierre Huart                                         | MR (PS/MRCC)                                    |
| Ohey                       | Daniel De Laveleye                                   | OP                                              |
| Olne                       | Ghislain Senden                                      | RAB                                             |
| Onhaye                     | Christophe Bastin                                    | ICO                                             |
| Oreye                      | Isabelle Albert                                      | PS                                              |
| Orp-Jauche                 | Hugues Ghenne                                        | PS (PS/Ecolo/cdH)                               |
| Ottignies-Louvain-la-Neuve | Jean-Luc Roland                                      | Ecolo (Ecolo/cdH/PS)                            |
| Ouffet                     | Marc Gielen                                          | EC                                              |
| Oupeye                     | Mauro Lenzini                                        | PS (PS-cdH)                                     |
| Paliseul                   | Jean Pol Hannard                                     | Pour Vous                                       |
| Pecq                       | Marc D'haene                                         | Action pour un renouveau communal-ARC           |
| Pepinster                  | Philippe Godin                                       | (Groupe Pepin = Candidats d'ouverture-MR-Ecolo) |
| Péruwelz                   | Daniel Westrade                                      | PS (PS-AC)                                      |
| Perwez                     | André Antoine Carl Cambron ff.                       | DRC (cdH)                                       |
| Philippeville              | Jacques Rousselle                                    | PS (PS-IC)                                      |
| Plombières                 | Thierry Wimmer                                       | URP (URP-cdH)                                   |
| Pont-à-Celles              | Jean-Marie Buckens                                   | PS (PS-MRMCC)                                   |
| Profondeville              | Jean-Pierre Baily                                    | IC                                              |
| Quaregnon                  | Guy Roland                                           | PS                                              |
| Quévy                      | Florence Lecompte                                    | PS                                              |
| Quiévrain                  | Daniel Dorsimont                                     | PS (PS-AC-MR/CDH)                               |
| Raeren                     | Hans-Dieter Laschet                                  | MR (MIT UNS/CSL)                                |
| Ramillies                  | Danny Degrauwe                                       | IC (IC-RAM2000)                                 |
| Rebecq                     | Dimitri Legasse                                      | AC (AC/EC/eCOLO)                                |
| Remicourt                  | Jean-Marie Heyne                                     | PS                                              |
| Rendeux                    | Benoît Tricot                                        | --                                              |
| Rixensart                  | Jean Vanderbecken                                    | NAP (NAP-ECOLO)                                 |
| Rochefort                  | François Bellot                                      | MR/IC                                           |
| Rouvroy                    | Stéphane Herbeuval                                   | EC                                              |
| Rumes                      | Michel Casterman                                     | IC                                              |
| Sainte-Ode                 | Joël Tanghe                                          | PS (PS-MR)                                      |
| Saint-Georges-sur-Meuse    | Francis Dejon                                        | Ensemble                                        |
| Saint-Ghislain             | Daniel Olivier                                       | PS                                              |
| Saint-Hubert               | Claude Bonmariage                                    | PS (IC-PS)                                      |
| Saint-Léger                | Alain Rongvaux                                       | Avenir/Mayeur                                   |
| Saint-Nicolas              | Patrick Avril                                        | PS                                              |
| Sambreville                | Jean-Charles Luperto                                 | PS                                              |
| Saint-Vith                 | Christian Krings                                     | FBL (FBL/PFF)                                   |
| Seneffe                    | Philippe Busquin                                     | PS                                              |
| Seraing                    | Alain Mathot                                         | PS                                              |
| Silly                      | Christian Leclercq                                   | LB/MR/PS                                        |
| Sivry-Rance                | Jean-Francois Gatelier                               | CDH                                             |
| Soignies                   | Marc de Saint Moulin                                 | PS (PS-MR)                                      |
| Sombreffe                  | Étienne Bertrand                                     | IC-LdB (PS/IC-LDB)                              |
| Somme-Leuze                | Willy Borsus                                         | MR (UC)                                         |
| Soumagne                   | Charles Janssens                                     | PS                                              |
| Spa                        | Joseph Houssa                                        | MR (MR-PS)                                      |
| Sprimont                   | Claude Ancion                                        | MR (cdH-MR)                                     |
| Stavelot                   | Thierry De Bournonville                              | MR-LB (LB-cdH)                                  |
| Stoumont                   | Didier Gilkinet                                      | PS (AC)                                         |
| Tellin                     | Guy Jeanjot                                          | VE (VE/EDA)                                     |
| Tenneville                 | Marc Gauthier                                        | IC                                              |
| Theux                      | Philippe Boury                                       | IFR (IFR-PS)                                    |
| Thimister-Clermont         | Didier D'oultremont                                  | IEC                                             |
| Thuin                      | Paul Furlan                                          | PS (PS-MR)                                      |
| Tinlot                     | Cecile Thomas-Louviaux                               | TP                                              |
| Tintigny                   | Benoît Piedboeuf                                     | MR (RIC)                                        |
| Tournai                    | Christian Massy                                      | PS (PS-cdH)                                     |
| Trois-Ponts                | Jean-Luc Gabriel                                     | MR (MR/cdH/PS)                                  |
| Trooz                      | Fabien Beltran                                       | PS                                              |
| Tubize                     | Raymond Langendries                                  | Renouveau communal (RC/DS/DPS)                  |
| Vaux-sur-Sûre              | Yves Besseling                                       | Ensemble/@ctifs                                 |
| Verlaine                   | Hubert Jonet                                         | IC                                              |
| Verviers                   | Claude Desama                                        | PS (PS-MR)                                      |
| Vielsalm                   | Élie Deblire                                         | cdH (cdH-Mayeur)                                |
| Villers-la-Ville           | Emmanuel Burton                                      | (MR-PS)                                         |
| Villers-le-Bouillet        | Christine Collignon                                  | PS (PS-Ecolo)                                   |
| Viroinval                  | Bruno Buchet                                         | PS (cdH-POUR)                                   |
| Virton                     | Michel Thiry                                         | cdH (cdH/PS)                                    |
| Visé                       | Marcel Neven                                         | MR (MR-cdH)                                     |
| Vresse-sur-Semois          | Albert Leduc (à la suite de l'arrêt de Bruno Tellier | LDM                                             |
| Waimes                     | Albert Mathonet                                      | Entente                                         |
| Walcourt                   | Christine Poulin                                     | PS (PS-MR-ECOLO)                                |
| Walhain                    | Laurence Smets                                       | WAL1 (WAL1-ECOLO)                               |
| Wanze                      | Claude Parmentier                                    | PS                                              |
| Waremme                    | Guy Coëme                                            | PS                                              |
| Wasseiges                  | Joseph Haquin                                        | UC                                              |
| Waterloo                   | Serge Kubla                                          | MR (MR/FDF)                                     |
| Wavre                      | Charles Michel Françoise Pigeolet ff.                | LB                                              |
| Welkenraedt                | Claude Klenkenberg                                   | PS/IC (PS-MR)                                   |
| Wellin                     | Robert Dermience                                     | IC (IC-CQFD)                                    |
| Yvoir                      | Ovide Monin                                          | LB2006 (MR-cdH-IC)                              |